# Stanisław Kociołek
Stanisław Kociołek (3 mai 1933, Varsovie – 1er octobre 2015), est un dirigeant communiste, vice-premier ministre de la Pologne en 1970, inculpé de crimes commis au cours de la révolte ouvrière à Gdansk, en décembre 1970. Kociołek a approuvé personnellement l'ordre du Parti ouvrier unifié polonais (PZPR) donné à l'armée régulière de tirer sur les ouvriers des chantiers navals polonais en grève, ce qui a entraîné la mort de centaines de personnes. Depuis il est surnommé le "boucher de la Tricité" (trois villes portuaires polonaises).